# Ernesto Albarracín
Ernesto Albarracín fou un futbolista argentí.

## Selecció de l'Argentina
Va formar part de l'equip argentí a la Copa del Món de 1934 però no disputà cap partit.